# Doublet non liant
Un doublet non liant (ou doublet libre) est un doublet d'électrons de valence qui n'est pas impliqué dans une liaison covalente. Un tel doublet est formé d'électrons appariés, ce qui les distingue des électrons célibataires rencontrés dans une orbitale atomique incomplète.
L'atome d'azote possède un doublet non liant dans la molécule d'ammoniac NH3, celui d'oxygène en possède deux dans la molécule d'eau H2O, et celui de chlore en possède trois dans la molécule de chlorure d'hydrogène HCl.

Ammoniac : N avec son doublet non liant

Les doublets non liants peuvent être mobilisés dans des liaisons covalentes de coordination, comme c'est le cas par exemple de l'ion hydronium (ou oxonium) H3O+ dans lequel l'atome d'oxygène « cède » un électron d'un de ses deux doublets non liants à un proton pour former un atome d'hydrogène lié à lui par un doublet liant (ce qu'on appelait autrefois une « liaison dative »).
De tels doublets agissent sur la géométrie des liaisons atomiques en réduisant les angles de liaison entre les doublets liants en raison de leur charge négative : c'est ce qui explique notamment l'angle de 104,5° formé par les liaisons O-H dans la molécule d'eau, ou encore la forme en T un peu « replié » de la molécule de trifluorure de chlore ClF3, la liaison dite « à trois centres et quatre électrons », normalement rectiligne, étant affectée par les deux doublets non liants restants sur l'atome de chlore (le troisième doublet non liant est mobilisé dans la liaison 3c-4e). Ce type de considérations est développé par la théorie VSEPR, utilisée notamment pour calculer la géométrie des molécules en fonction des atomes qui les constituent.